# Vie quotidienne des Templiers
 (janvier 2013).
« Car de notre vie vous ne voyez que l'écorce qui est par dehors... mais vous ne savez pas les forts commandement qui sont dedans. » (Extrait de la Règle de l'Ordre du Temple).
La vie quotidienne des Templiers ou frères de l'ordre, était partagée entre les temps de prières, les temps de vie collective (repas, réunion), l'entraînement militaire, l'action militaire, l'accompagnement des pèlerins, la gestion de leurs biens et le contrôle du travail des paysans sur leurs terres.
La vie en Occident, hormis en Espagne et au Portugal, était pacifique. La vie des Templiers en Orient et dans la péninsule ibérique, était militairement active.

## Les temps de prière
La vie des Templiers était rythmée par les temps de prière, qui comprenaient des récitations, des chants et des célébrations de la messe.
Les heures suivantes sont données à titre indicatif car elles variaient selon la période solaire de l'année :
- Matines à minuit
- Laudes à 4 heures
- Prime à 6 heures
- Messe
- Tierce à 9 heures
- Sexte à midi
- None à 15 heures
- Vêpres à 17 heures
- Complies avant le coucher

Les Templiers vouaient un culte particulier à la Vierge Marie.
Dans la chapelle, les frères se tenaient debout pour entendre les offices de matines à laudes et toutes les heures (prières) à Notre-Dame. Ils devaient s'asseoir pour chanter le psaume Venite, le premier de l'office de matine, appelé l'Invitatoire. Ils devaient dire leur oraison en silence, simplement. À la fin des psaumes, ils devaient se lever, se courber pour chanter le Gloria Patri en l'honneur de la Sainte-Trinité tandis que les faibles et les malades qui ne se levaient pas, pouvaient simplement baisser la tête.
(articles 13 et 14 de la Règle)
Les frères qui ne pouvaient assister aux offices, devaient réciter des patenôtres à l'endroit où ils se trouvaient.
Les frères souffrants étaient dispensés de suivre l'office de matines à minuit, mais devaient dire treize patenôtres.

## Pour les frères morts
Après le prologue de la règle française, le deuxième sujet traité concerne les frères morts ce qui indique l'importance qu'on pouvait leur accorder. " Là où se trouve le corps, tous les frères qui sont présents doivent dire cent patenôtres durant les sept jours qui suivent." Et deux cents pour la mort d'un maître.
Les frères mourants devaient se confesser et recevaient l'extrême onction par un chapelain de l'ordre.
Par charité et en souvenir du mort, un pauvre devait être nourri pendant quarante jours (Article 11). Les templiers se faisaient enterrer dans leurs propres cimetières près de leurs chapelles, et de la manière la plus humble, le corps enroulé d'un linceul et déposé dans un trou à même le sol. Tout l'équipement du chevalier templier était restitué au couvent et réattribué à ses frères.
La guerre Sainte se déroulait en Orient et en Espagne. Les frères du Temple savaient qu'ils s'engageaient à mourir pour la mémoire du Christ en protégeant les pèlerins chrétiens pendant leur pèlerinage en Palestine : transport des pèlerins, sécurité des routes, protection des lieux saints et croisades. Pour cela, ils acceptaient et même souhaitaient mourir.
Ainsi, l'article 12 de la règle explicite : "De jour comme de nuit, avec le grand courage donné par la profession, que chacun puisse se comparer avec le plus sage des prophètes qui dit : "Calicem salutaris accipiam", c’est-à-dire : "je prendrai la calice du salut", qui est encore, "je vengerai la mort de Jésus Christ par ma mort."

## Comment les frères devaient manger
Six articles de la règle française sont consacrés aux grandes lignes des us et coutumes de la table complétés par de nombreux articles des retraits.
Les templiers comme religieux, avaient droit à deux repas par jour, le midi (dîner) et le soir (souper), sauf les jours de jeûnes où un seul repas était servi. Ils étaient pris dans le réfectoire de la commanderie, appelé le "palais", en commun et dans le silence. Un frère lisait à voix haute des passages des textes sacrés, saintes paroles et saints commandements. Les templiers disposaient d'une seule écuelle pour deux et mangeaient avec les doigts comme les gens de leur époque. Chacun avait un couteau de table personnel.
À la fin du repas, les frères rendaient grâce à Dieu.

### Les jours gras
L'article 17 stipule quels étaient les jours de "chair", c’est-à-dire les jours où était servie de la viande rouge (porc, agneau), car il n'en fallait pas quotidiennement pour ne pas corrompre le corps. Les venaisons étaient défendues, comme l'était la pratique de la chasse (article 46). Les plats sans viande étaient constitués de légumes, légumineuses et de soupes avec du pain, base de l'alimentation médiévale. De nombreux jours de fêtes étaient marqués par un repas carné : Noël, la Toussaint, les fêtes de la Vierge, celles de chacun des douze apôtres. Le détail des jours de fête ou de jeûne est donné à l'article 74. Deux repas de viande étaient servis chaque dimanche, sauf pour les sergents et les écuyers.

### Le jeûne
Les jours maigres correspondaient aux jours ou périodes de jeûne. Le vendredi était le jour de la nourriture de Carême, viande blanche de poisson ou de volaille, provenant des élevages templiers. Le jeûne durait de la Toussaint jusqu'à Pâques, soit plus de cinq mois, en excluant les fêtes précitées (article 20). Les templiers comme militaires ne devaient pas être affaiblis par le jeûne, aussi celui-ci n'était-il jamais sévère.

### Le vin et le pain
Le vin était servi à parts égales pour tous dans la proportion quotidienne vraisemblable d'une hémine de vin (Règle de Saint-Benoît). L'hémine est une unité de mesure du Moyen Âge équivalente à un quart de litre.
Le repas était un moment de partage de la communauté et de charité. Le dixième du pain du repas ainsi que tous les pains entamés étaient donnés aux pauvres par l'aumônier de la commanderie.

### Les interdits
L'article 294 des retraits nous apprend qu'il était interdit de se lever pendant le repas sauf dans deux circonstances d'urgence :
- Lorsqu'un frère saignait du nez ;
- Lorsque les frères entendaient un homme de la commanderie crier pour prévenir d'une ruade de chevaux ou d'un incendie.

Une troisième situation n'est pas notifiée dans la règle de l'ordre :
- Lorsqu'il y avait l'alerte pour prévenir d'une attaque ennemie.

Les nourritures interdites étaient celles de tous les monastères : les venaisons provenant de la chasse (article 46), et les épices très utilisées dans la cuisine noble du Moyen Âge, parce "qu'ils chauffent le sang" et excitent les sens, et sont donc incompatibles avec la chasteté des religieux.

## La parole et le silence
"Trop parler incite le pêché", "la vie et la mort sont au pouvoir de la langue" et "pour fuir le péché, on doit cesser et s'interdire de parler mal". Ainsi, de nombreuses mises en garde étaient faites aux frères quant à la tenue de leur langage et leur devoir de silence,
dans le souci de préserver l'harmonie fraternelle de la communauté et le bon déroulement "du travail de chevalerie".
La règle explique qu'il était nécessaire de savoir garder le silence à certains moments de la journée comme après complies, avant le coucher et pendant le repas. Les "paroles oiseuses" et les "vilains éclats de rire" étaient défendus. Chacun devait être capable de se contrôler et "ne pas inciter son frère au courroux, ni à la colère (...)"
(Articles 15, 23, 24, 42, 46, 51 et 67.)

## Les frères malades et les vieux frères
Les frères malades devaient être traités "en paix et avec soins" selon l'article 50 de la règle.
Le frère infirmier avait obligation de pourvoir aux besoins de soin des malades, notamment par l'administration de nourritures "qui rendent la santé".
Les retraits du frère infirmier aux articles 190 à 197 donnent des informations sur l'infirmerie templière. Les frères sains pouvaient s'y faire saigner et s'y reposer.
On y apprend le nom de quelques maladies et maux communs : fièvre quarte, dysenterie (maladie commune des armées à cette époque, dont est d'ailleurs mort Saint Louis), mauvaise blessure, vomissement et frénésie.
La lèpre était une maladie incurable et très répandue. Le roi de Jérusalem, Baudouin IV (1174-1184) en était atteint. Les templiers lépreux étaient invités à se rendre dans une léproserie de l'ordre de Saint-Lazare, sans que ce soit une obligation. S'ils ne le souhaitaient pas, ils pouvaient rester dans leur ordre mais y vivraient à l'écart de leurs frères. (articles 444 et 445 des retraits)
Les vieux frères devaient également être traités et honorés avec tous les égards (article 59 de la règle).

## Le vêtement
Six articles de la Règle portent sur le sujet. Il était important que les frères soient habillés de façon réglementaire : manteaux blancs pour les frères chevaliers, manteaux bruns pour les frères sergents. Les robes fournies par le drapier de l'ordre, devaient être sans superflu, sans fourrures, ni ornements, ni trop longues, ni trop courtes. Le trousseau templier comprenait également chemises, braies, chausses, ceintures. Il était donné aux écuyers et aux sergents les vieilles robes, quand elles n'étaient pas offertes aux pauvres. (articles 27, 28, 29, 30, 31, 32)

## Le rapport aux femmes
"La compagnie des femmes est chose périlleuse", rappelle la règle et "nous croyons qu'il est chose périlleuse à toute religion de regarder les femmes en face."
Il était interdit d'embrasser une femme, quelle qu'elle soit (même sœur ou tante, indique la règle), afin de "demeurer perpétuellement devant Dieu avec pure conscience et une vie sûre."
(articles 53 et 68)

## L'entraînement militaire
Les historiens n'ont aucune information sur ce point. Cependant, l'article 95 des retraits de la règle indique que le combat à la lance, c’est-à-dire la joute, était pratiqué avec autorisation du maître.

## La justice au sein de l'Ordre du Temple
L’ordre du Temple possédait une justice interne comme tout seigneur sur ses terres.
Cette justice était principalement rendue lors des chapitres généraux ou provinciaux. Le chapitre de l’ordre n’avait pas pour première mission de rendre la justice à l’intérieur de la maison mais de traiter les affaires courantes. Il avait donc un rôle de conseil de discipline concernant les problèmes d’ordre judiciaire.
Lorsque le chapitre ne pouvait statuer sur le cas d’un frère de l’Ordre, il pouvait le faire remonter au niveau supérieur et même jusqu’au pape.

### Le cérémonial
Lors d’une séance du chapitre et lorsqu’il fallait rendre la justice, le frère templier concerné pénétrait dans la salle d’audience pour confesser sa ou ses fautes et « crier merci » à l’ensemble de l’ordre. Il se retirait ensuite pour laisser le temps de la délibération puis entrait à nouveau pour entendre la sentence qui lui était infligée.

De plus, si le templier ne confessait pas sa faute, il pouvait se faire dénoncer par un autre frère mais seulement si le fautif avait refusé de parler lui-même devant le chapitre.

### Classification des fautes
Les fautes possédaient des punitions échelonnées selon leur gravité.

- Perte de la maison ou expulsion définitive de l’Ordre du Temple,
- Perte de l’habit : ce qui correspond à une expulsion temporaire d’une durée de un an et un jour au maximum,
- Perte de l’habit sauf Dieu : le frère avait droit à un sursis,
- Pénitence (d’un jour, de deux à trois jours, du vendredi, etc.),
- Nourris au pain et à l’eau pendant un jour,
- Sermons administrés publiquement après la prière.